# Protection des mineurs sur Internet
La protection des mineurs sur Internet répond au besoin d'encadrer l'usage d'internet, outil de communication facilement accessible à tous mais aussi une source potentielle de danger pour les plus jeunes de ses utilisateurs qui peuvent :
- d'une part, être confrontés à des contenus ou propos traumatisants (violence ou pornographie), à des adultes malintentionnés, au cyber-chantage, au marketing agressif, ainsi qu'à l'apologie de comportements à risque ou à d'autres manipulations diverses,
- et, d'autre part; se mettre en danger en n'assurant pas la protection de leur vie privée.

## Les mesures de prévention des contenus à risque

### Le contrôle parental
Les logiciels de filtrage, souvent appelé contrôle parental, permettent aux parents de limiter l'accès de leurs enfants sur le web, grâce à un mot de passe. Il faut noter que les filtres parentaux ne sont pas seulement limités à internet, les parents peuvent également en trouver pour la télévision par câble ou satellite et même sur le téléphone portable du mineur. 
En France, la loi impose d'ailleurs aux fournisseurs d'accès internet d'informer leurs abonnés de l'existence de moyens techniques de filtrage.
Enfin, les fournisseurs d'accès et les pouvoirs publics mènent des campagnes de communication afin de sensibiliser les enfants et les parents à la protection de l'enfance et leur permettre d'installer gratuitement ces outils de protection. (au travers de courriers électroniques, bandeaux publicitaires, liens sur les portails des FAI, fenêtres « pop-up », et pour l'État, des campagnes institutionnelles par la télévision et la radio).
Cependant, les filtres ont leurs limites. Le web étant un espace contenant des milliards et des milliards de pages, il est évidemment impossible de bloquer l'accès à tous les sites sensibles. Il incombe donc aux parents de rester vigilants.

### Les sites web
Le filtrage ayant ses limites, les pouvoirs publics cherchent à assurer l'information et la prévention dans le domaine de la protection de l'enfance. 
En France, l'administration a mis en place en 2001 un site d'information et de signalement permettant à toute personne de signaler un site pouvant heurter la sensibilité d'un mineur. Ces signalements sont alors transmis à l'Office central de lutte contre la criminalité liée aux technologies de l'information et de la communication.
D'autres sites contribuent à la lutte pour la protection de l'enfance sur internet parmi lesquels on peut citer :
- Le site e-enfance avec un accueil téléphonique gratuit au niveau national pour répondre à toutes les questions concrètes que se posent les enfants, les adolescents et les parents sur internet, le mobile et les jeux vidéo en réseaux ainsi que l’installation des logiciels de contrôle parental[2]
- Le site point de contact propose des formulaires de signalement des contenus attentatoires à la dignité humaine et agit contre les contenus portant atteinte à la dignité humaine[3].

### Autres moyens de régulation
Différents moyens sont mis en place pour essayer de réguler les contenus préjudiciables aux mineurs afin qu'ils n'y accèdent pas directement, même s'ils rencontrent des limites :
- Une page d'avertissement, un signal sonore ou visuel
- Un étiquetage descriptif et/ou une classification des contenus
- Des systèmes de vérification de l'âge des utilisateurs. Actuellement, les sites se contentent de demander l'âge de l'internaute mais il n'y a aucune réelle vérification. La possibilité de mettre en place une véritable vérification de l'âge commence à apparaître dans certains pays de l'U.E. grâce à l'intégration de moyens de contrôle des documents d'identité, numéro de carte bancaire, ou par la délivrance d'un certificat. Mais ce dispositif a encore des lacunes.
- La labellisation et l'auto-description de contenus, c'est-à-dire la création de labels de qualité qui créés des listes blanches et des « domaines réservés » aux enfants sur internet.

## Le cadre juridique

### Au niveau européen
Au niveau de l'Union européenne, le Conseil européen a adopté en octobre 2002 un projet de décision relative à la pornographie enfantine, qui incrimine notamment la possession de contenus pédophiles via des systèmes informatiques. Le texte définit également comme délit la pornographie enfantine réalisée avec des dessins ou des images de synthèse alors que les lois américaines ou japonaises ne le sanctionne pas.
Ce texte complète la Convention internationale sur la cybercriminalité signée à Budapest le 23 novembre 2001 qui vise notamment les infractions se rapportant à la pornographie enfantine. Le texte impose aux États membres du Conseil de l'Europe d'ériger en infraction pénale certains comportements illicites commis intentionnellement, dont le fait de diffuser, se procurer ou posséder de la pornographie enfantine par le biais d’un système informatique.

### En France
La loi française dispose que les mineurs doivent être protégés des contenus « pornographiques », « violents », « racistes » ou susceptibles de porter atteinte à la dignité humaine. Ces contenus sont estimés « préjudiciables » pour les mineurs. 
Les lois du 17 juin 1998 relative à la prévention et à la répression des infractions sexuelles ainsi qu'à la protection des mineurs, du 4 avril 2006 renforçant la prévention et la répression des violences au sein du couple ou commises contre les mineurs et du 5 mars 2007 relative à la prévention de la délinquance dans laquelle la terminologie « télécommunications » a été remplacée par « réseau de communication électronique », ont pour objet direct la protection de l'enfance.
La lutte contre la pédopornographie sur internet a imposé aux pouvoirs publics de prendre des mesures strictes et constitue une protection de plus pour les mineurs. Une décision cadre 2004/68/JAI relative à la lutte contre l'exploitation sexuelle des enfants et la pédopornographie du 22 décembre 2003 introduit un cadre de dispositions communes en matière d'incrimination, de sanctions, de circonstances aggravantes, d'assistance aux victimes et de compétence. Cette décision-cadre vise notamment à rapprocher les dispositions législatives et réglementaires des États Membres en ce qui concerne la coopération policière et judiciaire en matière pénale, en vue de lutter contre l'exploitation sexuelle des enfants et la pédopornographie. 
La législation française, et notamment le Code pénal sanctionne la mise à disposition des mineurs de messages violents ou pornographiques, mais elle aggrave aussi la peine encourue pour les agressions sexuelles « lorsque la victime a été mise en contact avec l'auteur des faits grâce à l'utilisation, pour la diffusion de messages à destination d'un public non déterminé, d'un réseau de télécommunications » ou bien en cas de proxénétisme commis « grâce à l'utilisation, pour la diffusion de messages à destination d'un public non déterminé, d'un réseau de télécommunications ». 
Par ailleurs, les F.A.I. doivent informer les utilisateurs des outils qui sont à leur disposition pour la protection des mineurs et, s'ils ont connaissance de contenus préjudiciables pour les mineurs, ils doivent les supprimer. Néanmoins parce qu'ils ne sont pas en mesure de surveiller l'ensemble des contenus, ils ne peuvent être reconnus responsables.
Enfin, certains textes n'ont pas pour finalité première la protection des mineurs. Par exemple, le délit de provocation au suicide articles 223-13, 223-14 et 223-15 du code pénal, prévoit des peines aggravées lorsque le délit est commis à l'égard d'un mineur de quinze ans.

### En Belgique
Comme la plupart des pays européens, la Belgique a adopté un arsenal juridique essentiellement tourné vers la répression.
Ainsi, l'article 383 bis du code pénal belge punit de réclusion et d'une amende quiconque aura exposé, vendu, loué, distribué ou remis des « supports visuels » lorsque ceux-ci représentent des positions ou des actes sexuels à caractère pornographique, impliquant ou présentant des mineurs âgés de moins de seize ans.
Est également punissable aux termes du même article celui qui les aura, en vue du commerce ou de la distribution, fabriqués ou détenus, importés ou fait importer.

### Aux États-Unis
La législation américaine est sur certain plan moins répressive que d'autres. En effet, outre la protection des mineurs, le législateur américain doit aussi veiller au respect du premier amendement sur la liberté d'expression.
Une loi fédérale, le « Child Online Protection Act » imposait ainsi aux fournisseurs d'accès proposant des contenus nuisibles aux enfants d'en restreindre l'accès en vérifiant l'âge des visiteurs. Cette loi fut toutefois considérée illégale par les juridictions américaines et n'est par conséquent plus en vigueur.

## Les associations et leurs actions

### Aux États-Unis
Aux Etats-Unis, en avril 2018, une coalition formée par 23 groupes américains de protection de l’enfance, dont l'ONG Center for Digital Democracy, dépose plainte contre Google auprès de la Federal Trade Commission. Cette coalition reproche à Google de violer les lois de protection de l’enfance en collectant des données sur les enfants de moins de 13 ans afin de leur envoyer des publicités ciblées[réf. nécessaire].

### En France
En France, plusieurs associations sont mobilisées en faveur de la protection des mineurs contre la pornographie en ligne, parmi lesquelles l’association e-Enfance, créée en 2005, qui revendique un « rôle de sensibilisation des jeunes aux bonnes pratiques du numérique, et qui a pour vocation de conseiller parents et professionnels de l’éducation », ou encore l’association Ennocence, présidée par Gordon Choisel et créée en 2015, qui est « spécialisée dans la lutte contre la pornographie présente sur les sites non pornographiques ».

## Sources
- www.internet-signalement.gouv.fr
- www.travail-solidarite.gouv.fr[PDF]
- https://e-enfance.org